# Regio's van Guinee-Bissau
Guinee-Bissau is verdeeld in acht regio's (enkelvoud: região, meervoud: regiões) en één autonome sector (sector autónomo). De regio's zijn verder verdeeld in 37 sectoren.
| Regio   | Hoofdstad | Opp. (km²) | Inw. (2009) | Kaart                     |
| ------- | --------- | ---------- | ----------- | ------------------------- |
| Bafatá  | Bafatá    | 5981       | 210.007     | Regio's van Guinee-Bissau |
| Biombo  | Quinhámel | 839        | 97.120      | Regio's van Guinee-Bissau |
| Bissau  | Bissau    | 78         | 387.909     | Regio's van Guinee-Bissau |
| Bolama  | Bolama    | 2624       | 34.563      | Regio's van Guinee-Bissau |
| Cacheu  | Cacheu    | 5175       | 192.508     | Regio's van Guinee-Bissau |
| Gabú    | Gabú      | 9150       | 215.530     | Regio's van Guinee-Bissau |
| Oio     | Farim     | 5403       | 224.644     | Regio's van Guinee-Bissau |
| Quinara | Buba      | 3138       | 63.610      | Regio's van Guinee-Bissau |
| Tombali | Catió     | 3737       | 94.939      | Regio's van Guinee-Bissau |